# Deux (groupe)
Pour les articles homonymes, voir Deux (homonymie).
Deux est un groupe de musique électronique français, originaire de Lyon, fondé en 1982 par Gérard Pelletier et Cati Tête.

## Biographie
Après avoir entendu le groupe Kraftwerk en Allemagne, Gérard Pelletier (1952-2013), qui habitait à l'époque à Baden-Baden, décide de se lancer dans la musique électronique. En 1979, il retourne en France et travaille seul jusqu'à sa rencontre avec Cati Tête. « Nous avons alors décidé d’un commun accord de créer notre formation musicale et avons choisi Deux comme nom de groupe. Nom simple et concis, un peu comme le groupe allemand Neu! de l’époque. Nous ne nous sommes jamais vraiment pris au sérieux, même après avoir fait la connaissance de notre manager François qui a cru en ce que nous faisions », explique Pelletier.
Pionnier d'une electropop minimaliste, Deux n'a jamais connu le succès du duo Elli et Jacno, auquel on le compare souvent. Les titres enregistrés par Deux, entre 1982 et 1992, sont publiés pour la première fois en 2006 sur l'album AGGLOMÉRAT auto-produit par C.Tête & G. Pelletier.
Certains de ces titres sont repris par le label Minimal Wave dans sa compilation Minimal Wave Tapes, puis en LP et EP.
Gérard Pelletier décède le 1er janvier 2013 à 60 ans.
Cati Tête reste seule membre du groupe et travaille sur les archives et inédits de DEUX.

## Discographie
- 1983 : Felicita (André Records)
- 1985 : Europe (André Records)
- 1991 : Let's Go (Trash Dance Mix) (BPM Music)
- 1992 : Out of Time (BPM Music)
- 2006 : Agglomérat (autoproduction)
- 2010 : Decadence (Minimal Wave)
- 2012 : Deux (Minimal Wave)